# Ryan O'Rourke
Ryan Patrick O'Rourke (né le 30 avril 1988 à Worcester, Massachusetts, États-Unis) est un lanceur de relève gaucher des Twins du Minnesota de la Ligue majeure de baseball.

## Carrière
Ryan O'Rourke est repêché par les Twins du Minnesota  au 13e tour de sélection en 2010. 
Il fait ses débuts dans le baseball majeur avec les Twins le 7 juillet 2015 face aux Orioles de Baltimore.